# Max Wagenknecht
Max Wagenknecht (Woldisch Tychow, 14 augustus 1857 – Anklam, 7 mei 1922) was een Duitse componist van orgelmuziek en pianomuziek. Het grootste deel van zijn leven verbleef hij in de regio Mecklenburg-Voor-Pommeren, waar hij muziekleraar was aan het lerarenseminaar in Franzburg en in zijn latere leven organist en componist in Anklam.
Zijn bekendste werk is Opus 5, “58 Vor- und Nachspiele”, gepubliceerd in juli 1889 in Franzburg. Het werk demonstreert een opmerkelijke begaafdheid voor melodische orgelcomposities die de traditionele kerkmuziek en de muziek van eind 19de eeuw overbrugt.
Wagenknecht trouwde in 1885 met Meta Benz. Het paar kreeg twee kinderen. Wagenknecht overleed in 1922 op 64-jarige leeftijd aan een hartaanval. De aanleiding zou de ontvangst van een brief zijn geweest waarin hem werd aangezegd dat hij in met pensioen zou moeten gaan als hij 65 zou worden, in augustus van dat jaar.